# Cohomologie étale
La cohomologie étale est la théorie cohomologique des faisceaux associée à la topologie étale. Elle mime le comportement habituel de la cohomologie classique sur des objets mathématiques où celle-ci n'est pas envisageable, en particulier les schémas et les espaces analytiques.

## Histoire
La cohomologie étale a été introduite pour les schémas par Alexander Grothendieck et Michael Artin dans SGA 4 et 4½, avec l'objectif de réaliser une cohomologie de Weil et ainsi résoudre les conjectures de Weil, objectif partiellement rempli, plus tard complété par Pierre Deligne avec l'introduction de la cohomologie ℓ-adique. L'adjectif « étale » se réfère à la notion de domaine étalé en géométrie analytique complexe.
À l'origine, dans SGA 4, Grothendieck avait introduit la cohomologie étale dans le contexte plus général des sites et topoi. Dans de nombreuses situations cependant, cet appareil théorique n'est pas nécessaire.
Plus tard, une cohomologie étale pour les espaces analytiques (en particulier le demi-plan supérieur p-adique) a été développée par Vladimir Berkovich pour le programme de Langlands.

## Motivation
Pour comprendre le besoin d'une telle théorie, il s'agit de comprendre en quoi la cohomologie usuelle est insatisfaisante.
On peut observer ce qui se passe si l'on essaye de travailler sur la cohomologie classique (d'espace topologique) d'un schéma, par exemple avec la topologie de Zariski : 
- Si {\displaystyle X} est une variété complexe et {\displaystyle {\mathcal {F}}} un faisceau constant, on n'a pas le résultat « naturel » que {\displaystyle H^{i}(X,{\mathcal {F}})=0} pour tout i > 0.
- Si {\displaystyle X} est un schéma ou un espace de Berkovich (en) de dimension d, ses groupes de cohomologie (topologique) sont nuls à partir du (d+1)-ième inclus, alors qu'en tant que variété complexe algébrique de dimension d, on s'attend à ce que les groupes soient nuls à partir de 2d+1.

## Topologie étale
En un certain sens, la topologie de Zariski est trop grossière pour rendre compte de la cohomologie : elle manque d'ouverts.
Cependant, on ne peut pas « simplement » ajouter des ouverts à la topologie de Zariski. La bonne manière de faire est d'associer un schéma, ce qui donne lieu à la topologie étale (qui est une topologie de Grothendieck) : on considère les morphismes étales (en) {\displaystyle \phi :U\to X} dans un {\displaystyle X}-schéma, avec {\displaystyle U} une union disjointe de variétés lisses et {\displaystyle \phi } un isomorphisme local. Cette collection forme une catégorie, a priori large, mais en fait équivalente à une petite catégorie, qui est notée {\displaystyle {\text{Ét}}(X)} (les morphismes étant ceux du {\displaystyle X}-schéma).

## Cohomologie étale
La catégorie des faisceaux de groupes abéliens sur {\displaystyle {\text{Ét}}(X)} est une catégorie abélienne qui possède assez de morphismes injectifs. On note {\displaystyle {\mathcal {F}}} un faisceau de groupes abéliens sur {\displaystyle {\text{Ét}}(X)}. Le foncteur {\displaystyle \Gamma } des sections globales est exact à gauche et ses foncteurs dérivés
{\displaystyle {\mathcal {F}}\mapsto H_{\text{ét}}^{i}(X,{\mathcal {F}})}
sont appelés foncteurs de cohomologie étale. En particulier,
{\displaystyle H_{\text{ét}}^{0}(X,{\mathcal {F}})=\Gamma ({\mathcal {F}})={\mathcal {F}}(X)}
Par exemple, pour tout entier naturel n, on a (en utilisant par exemple la cohomologie de Čech) :
{\displaystyle H_{\text{ét}}^{2}(\mathbb {C} P^{1},\mathbb {Z} /n\mathbb {Z} )=\mathbb {Z} /n\mathbb {Z} }
D'autre part, si {\displaystyle X} est une variété complexe, alors les nombres de Betti étalés correspondent aux nombres de Betti usuels de {\displaystyle X(\mathbb {C} )} à coefficients dans un corps fini :
{\displaystyle \mathrm {dim} _{\mathbb {F} _{q}}H_{\text{ét}}^{2i}(X,\mathbb {F} _{q})=\mathrm {dim} _{\mathbb {F} _{q}}H^{2i}(X(\mathbb {C} ),\mathbb {F} _{q})}
Si on veut travailler avec des coefficients sans torsion, il faut invoquer une limite : c'est l'origine de la cohomologie ℓ-adique
{\displaystyle H_{\text{ét}}^{i}(X,\mathbb {Q} _{\ell })=\left(\lim _{n}H_{\text{ét}}^{i}(X,\mathbb {Z} /\ell ^{n}\mathbb {Z} )\right)\otimes _{\mathbb {Z} _{\ell }}\mathbb {Q} _{\ell }}

## Applications
Outre la démonstration de certaines conjectures de Weil, il existe un équivalent de la dualité de Poincaré, de la formule de Künneth et de la théorie des classes de Chern. En définissant à partir de la cohomologie étale la cohomologie ℓ-adique, Deligne a pu achever la démonstration de la conjecture de Weil sur la fonction zêta.
Si Y est le spectre d'un corps k de groupe de Galois absolu G, 
alors la cohomologie étale correspond à la cohomologie de G, à savoir la cohomologie galoisienne de k.
La théorie de Deligne-Lusztig (en) s'appuie sur la cohomologie ℓ-adique à support compact pour produire des représentations linéaires des groupes de Lie finis, à partir de quoi il a pu établir la classification de toutes les représentations de tous les groupes de type de Lie simples finis.

## Référence
- Luc Illusie, Grothendieck et la cohomologie étale